# Cilindro (motor)

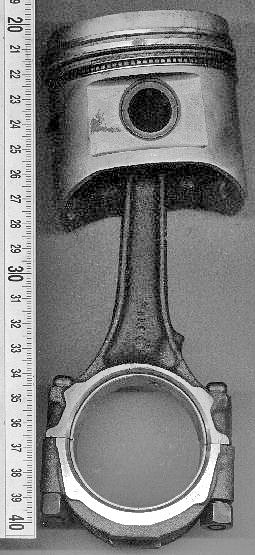
Pistón y biela de un cilindro.

El cilindro de un motor es el recinto por donde se desplaza un pistón. Su nombre proviene de su forma, aproximadamente un cilindro geométrico.

## Vista general

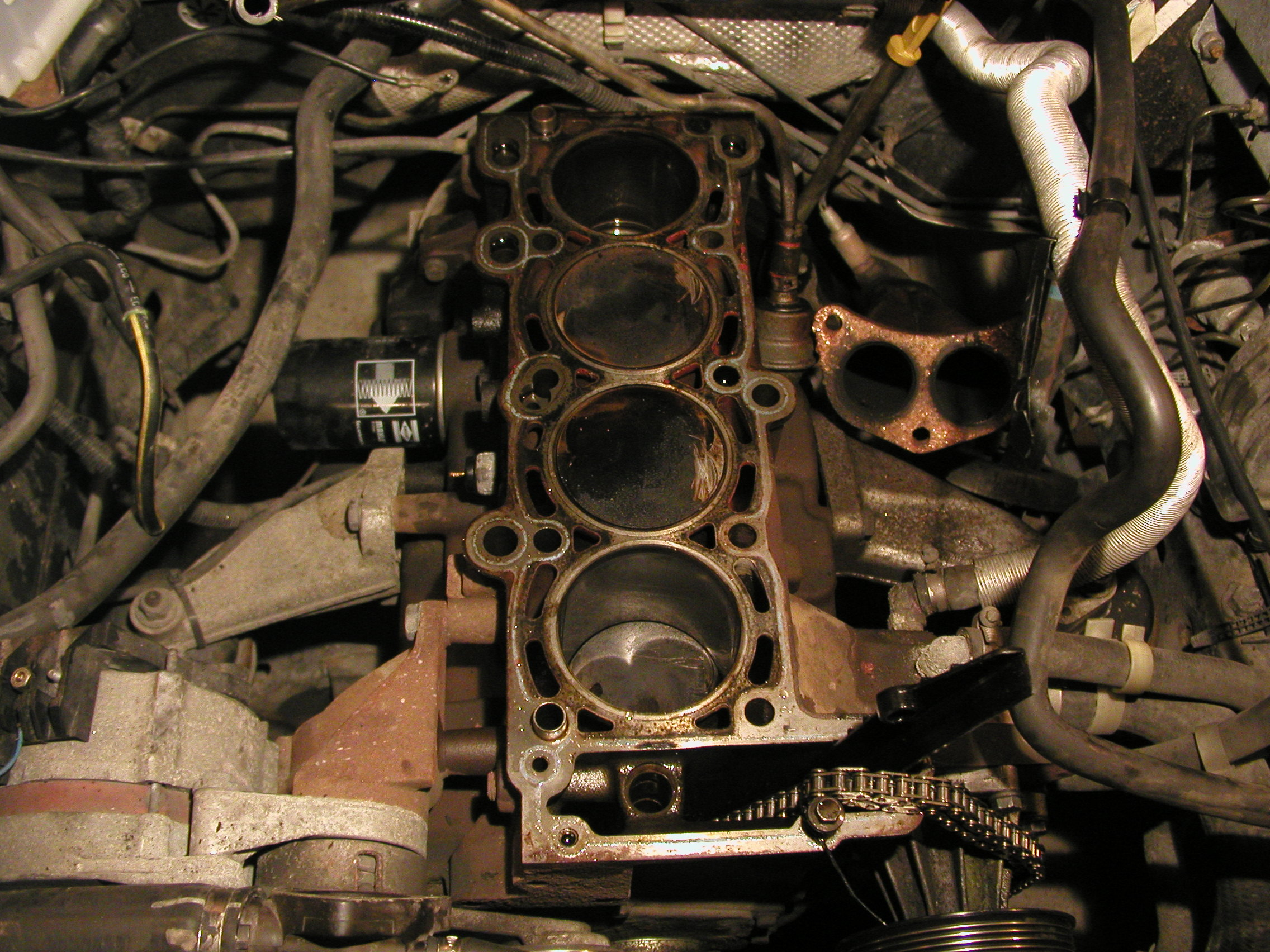
Bloque de un motor sin la culata, permitiendo ver los cuatro cilindros.

En los motores de combustión interna, tales como los utilizados en los vehículos automotores, se dispone un ingenioso arreglo de cilindros junto con pistones, válvulas, anillos y otros mecanismos de regulación y transmisión, pues allí es donde se realiza la explosión del combustible, que es el origen de la fuerza mecánica del motor que se transforma luego en movimiento del vehículo.
El cilindro es una pieza hecha con metal fuerte porque debe soportar a lo largo de su vida útil un trabajo a alta temperatura con explosiones constantes de combustible, lo que lo somete a un trabajo excesivo bajo condiciones extremas. Una agrupación de cilindros en un motor constituye el núcleo del mismo, conocido como bloque del motor.
Hay motores desde un cilindro, como las motosierras y algunas motocicletas, hasta motores de 12 o 16 cilindros en automóviles, camiones y aviones.
El diámetro y la carrera del cilindro, que forman la cilindrada, tienen mucho que ver con la potencia que el motor ofrece, pues están en relación directa con la cantidad de aire que admite para mezclarse con el combustible y que luego explota, generando con ello el movimiento mecánico que finaliza con el desplazamiento del vehículo hacia otra posición.[cita requerida]

## Camisa del cilindro

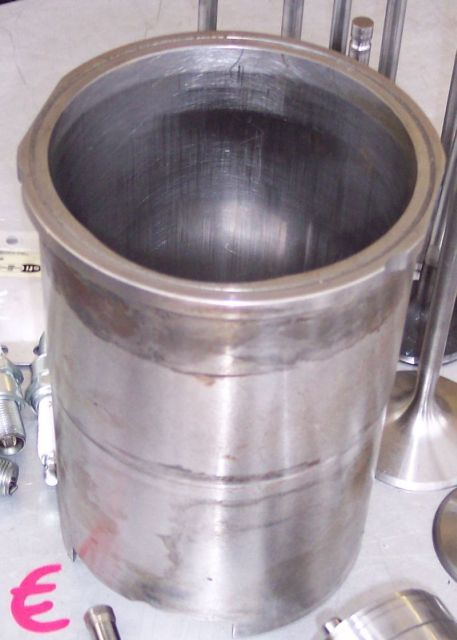
Camisa del cilindro de un motor.

En algunos motores el cilindro es constituido por una "camisa" que no es más que un tubo cilíndrico colocado en el bloque del motor y que posibilita la circulación de agua en su vuelta, así como una fácil sustitución en caso de desgaste. Las medidas internas de la camisa del cilindro vienen dadas normalmente por el fabricante, pero pueden ser rectificadas en caso de "gripaje", siempre que el material utilizado para su fabricación no sea Nikasil.[cita requerida]
La energía mecánica generada en la camisa puede ser utilizada para el movimiento de la hélice de un barco o también para generar energía eléctrica para el caso de motores generadores, tanto en instalaciones fijas para suministro de la misma como en los barcos tanto para propulsión eléctrica como para suministro de energía eléctrica en el mismo.[cita requerida]